# Partido Popular Unido de Dominica
El Partido Federal Caribeño fue un partido político en Dominica. Participó en las elecciones de 1961, cuando resultó en segundo lugar después del Partido Laborista de Dominica y obtuvo cuatro de los once escaños con 25,6% de los votos. En las elecciones de 1966 recibió 32,2% de los votos, pero obtuvo un solo escaño. No participó en las siguientes elecciones de 1970, cuando el Partido de la Libertad de Dominica se volvió en el principal partido de oposición.